# Сеппяля, Эйно
Эйно Сеппяля (фин. Eino Seppälä; 11 ноября 1896, Виролахти, Выборгская губерния — 4 апреля 1968, Иматра, Кюми) — финский легкоатлет, выступавший в беге на длинные дистанции. Олимпийский чемпион 1924 года.

## Биография
Эйно Сеппяля родился 11 ноября 1896 года в российской общине Виролахти (сейчас в Финляндии).
Выступал в легкоатлетических соревнованиях за «Сампо» из Виролахти и «Тармо» из Хамины.
В 1924 году вошёл в состав сборной Финляндии на летних Олимпийских играх в Париже. В беге на 5000 метров занял в полуфинале 3-е место, показав результат 15 минут 34,6 секунды, в финале — 5-е место с результатом 15.18,4, уступив 47,2 секунды завоевавшему золото с олимпийским рекордом Пааво Нурми из Финляндии. В командном беге на 3000 метров сборная Финляндии, за которую также выступали Пааво Нурми, Вилле Ритола, Элиас Кац, Самели Тала и Фрей Ливендаль, завоевала золотую медаль. Сеппяля выступал только в полуфинале, и его результат не пошёл в зачёт.
Умер 4 апреля 1968 года в финском городе Иматра.

## Личные рекорды
- Бег на 3000 метров — 8.46,0 (1928)[1]
- Бег на 5000 метров — 15.10,5 (1928)[1]